# Gusselhyttan
Gusselhyttan är en by utmed riksväg 68 en kilometer öster om Gusselby i Lindesbergs kommun, Västmanland. Byn ligger vid Albäcksåns utlopp från sjön Stora Aspasjön. SCB avgränsade bebyggelsen som del av tätorten Gusselby 1990 och som en separat småort 2023.
I Gusselhyttan anlades 1540 en masugn, tidigare bergsmanshytta. Gusselhyttan räntade enligt räkenskaperna 1538 4 fat osmundsjärn årligen.